# Josep Maria Vilaseca i Marcet
Josep Maria Vilaseca i Marcet (Barcelona 2 de juliol de 1919 - 1995) fou un advocat, jurista, empresari i mecenes català.

## Biografia
Fill de Francesc de Paula Vilaseca, va estudiar als jesuïtes i va estudiar Dret a la Universitat de Barcelona. Poc després de llicenciar-se va patir una poliomielitis. Va fer oposicions i va esdevenir advocat de l'Estat. Fou impulsor de nombroses entitats culturals, com les Edicions Catalanes de París, i el 1969 creà la Fundació Jaume Bofill amb la seva esposa Teresa Roca i Formosa, amb qui va tenir cinc fills. Fou un dels impulsors d'Izquierda Democrática Cristiana a Barcelona, tot i que posteriorment es va desvincular del projecte. Durant la transició democràtica, presidí la Comissió Jurídica Assessora de la Generalitat de Catalunya, concretament de 1986 a 1995; col·laborà en la redacció de l'Estatut d'Autonomia de Catalunya de 1979 i fou director de l'Institut d'Estudis Autonòmics. Interessat pel món editorial en català, fou president dels consells d'administració de l'Editorial Laia i Editorial Estela, i fou conseller d'Edicions 62. També va ser autor de la Primera Llei de Fundacions Catalanes (promulgada en 1982), coneguda com a "Llei Vilaseca", dotze anys abans que la primera Llei de Fundacions de l'estat.
Alhora, fou professor de dret administratiu a la Universitat Autònoma de Barcelona, publicà nombrosos articles a la Revista jurídica de Catalunya i impulsà l'elaboració del Diccionari jurídic català el 1986. El 1983 va rebre la Creu de Sant Jordi de la Generalitat de Catalunya.

## Obres
- Entorn de la legislació catalana sobre fundacions privades (1983)
- L'administració territorial local (1985)
- Introducció a la nova Llei d'Aigües (1987)
- Fundacions privades i públiques (1992)

## Fons personal
El seu fons personal es conserva a l'Arxiu Nacional de Catalunya. El fons aplega la documentació produïda i rebuda per Josep Maria Vilaseca i Marcet i els seus avantpassats. Pel que fa a l'activitat familiar, l'empresarial de les famílies Vilaseca i Marcet (Companyia G. Ramon y Cia, i Companyia Sociedad Anónima de Industrias Mixtas), així com la familiar i patrimonial dels Vila, Rovellat, Vilaseca i Mercader (testaments, inventaris de béns, títols de propietat i censals). Dins la part pròpiament relativa al productor, inclou documentació relacionada amb la gestió del seu patrimoni i viatges; sobre l'activitat professional, com ara dossiers anuals de correspondència i temàtics relatius a qüestions de dret autonòmic, administratiu, fiscal i civil, així com a institucions, empreses, associacions i entitats relacionades amb el productor per la seva dedicació professional (Cos d'Advocats de l'Estat, Institut d'Estudis Autonòmics, Comissió Jurídica Assessora o Comissions mixtes Estat-Generalitat), per la seva participació (Acadèmia de Jurisprudència, Col·legi d'Advocats, Grup de Juristes Roda Ventura o Centre d'Estudis Francesc Eiximenis) o per funcions d'assessoria i mecenatge (Universitat Pompeu Fabra, Escola d'Administració Pública, Patronat de la Muntanya de Montserrat, Bisbat de Barcelona, Serveis de Cultura Popular, Fundació Pau Casals, Edicions 62 o Fundació Jaume Bofill). Destaquen els originals de la seva obra doctrinal en matèria jurídica i econòmica i els recursos d'informació sobre fets i partits polítics, dictàmens i projectes legislatius. La biblioteca i hemeroteca aplega revistes i monografies de treball, reculls de legislació i jurisprudència.